# Zenitram
Zenitram es una película argentina dirigida por Luis Barone y protagonizada por Juan Minujín, Verónica Sánchez y Jordi Mollà. Fue estrenada el 20 de mayo de 2010.

## Sinopsis
Un muchacho de Buenos Aires descubre que puede volar y tiene una fuerza superior. Con estos nuevos poderes se defenderá el acceso al agua, que está bajo el control de multinacionales. No es fácil ser un superhéroe y no siempre actuará con acierto.

## Reparto
- Juan Minujín como Zenitram / Rubén Martínez
- Verónica Sánchez como Laura Arroyo
- Jordi Mollà como Daniel Durbán
- Luis Luque como Javier Medrano
- Steven Bauer como Frank Ramírez
- Edda Bustamante
- Sandra Ballesteros
- José María Muscari
- Miriam Odorico
- Dario Tangelson
- Jorge Rulli como Mingo Arroyo
- Rubén Stella
- Soledad Scarso
- Horacio Vay
- Daniel Fanego como Presidente Orozco
- Valeria Giorcelli como Enfermera
- Virginia Negro Ubilla como Secretaria
- Alex Scott
- Raúl Hochman como Botones
- Adrian Figueira
- Eduardo Montes-Bradley como Doctor